# Magdalena opolska

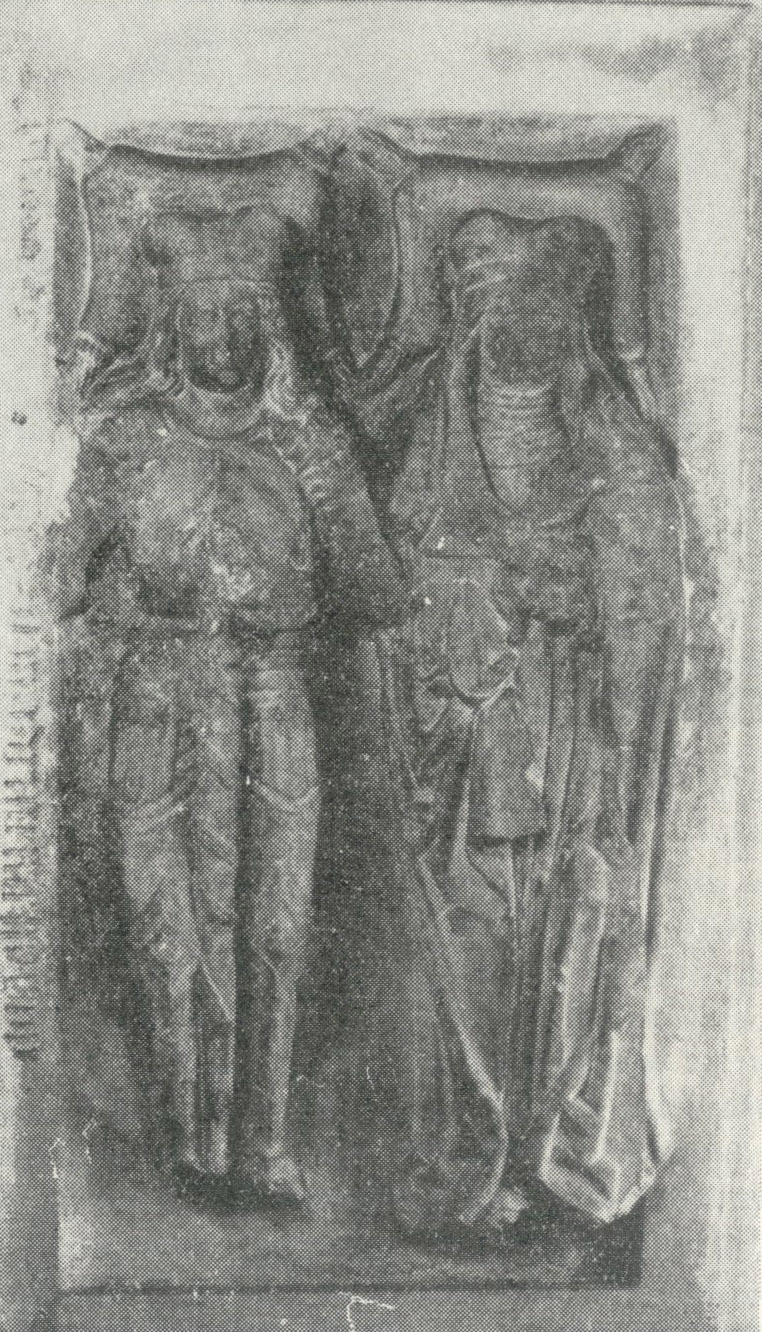
Gotycki nagrobek Jana III i Magdaleny

Magdalena opolska (ur. pomiędzy 1463 a 1465, zm. w maju 1501) – księżna raciborska pochodząca z linii Piastów opolskich.
Magdalena była córką księcia opolskiego Mikołaja I opolskiego i Magdaleny brzeskiej. Kazimierz Jasiński umieścił ją na piątym miejscu wśród dziesięciorga dzieci jej ojca. Imię otrzymała po matce.
Zapewne 13 stycznia 1478 (lub kilka dni wcześniej) poślubiła w Opolu księcia raciborskiego Jana III. Wskazują na to dokumenty jej braci Jana II i Mikołaja II oraz męża.
Magdalena i Jan raciborski mieli trzech synów: Mikołaja, Jana, Walentyna i córkę Magdalenę.
Mąż Magdaleny opolskiej zmarł w 1493. Po jego śmierci księżna rządziła w imieniu młodocianych synów. Początkowo tylko najstarszy Mikołaj był dopuszczony do współrządów. Kontynuowała projagiellońską politykę męża.
Księżna wraz z braćmi ufundowała dla kolegiaty pw. Wniebowzięcia Najświętszej Marii Panny w Raciborzu wielką monstrancję zwaną kustodią raciborską, która zaginęła w 1945.
Około 1495 ufundowała sama lub wraz z synami i braćmi nagrobek tumbowy męża i swój do kościoła dominikanek w Raciborzu. Uszkodzony pomnik zachował się do dziś.
W zaginionym dziś nekrologu klarysek wrocławskich (z którego korzystali historycy w XIX w.) odnotowano maj jako miesiąc śmierci księżnej Magdaleny. Z dokumentu synów księżnej z 16 lipca 1501 wynika, że ich rodzice już wówczas nie żyli. Księżna zmarła zapewne w maju 1501.